# Ficus chaponensis
Ficus chaponensis är en mullbärsväxtart som beskrevs av Armando Dugand. Ficus chaponensis ingår i släktet fikonsläktet, och familjen mullbärsväxter. Inga underarter finns listade i Catalogue of Life.